# HD 117651
HD 117651，又名CP-64 2465，SAO 252361、HR 5093，是一颗恒星，视星等为6.37，位于銀經307.27，銀緯-3.12，其B1900.0坐标为赤經13h 26m 37.4s，赤緯-65° -3.12′ 4″。